# Regierungsbezirk Frankfurt am Main
Der Regierungsbezirk Frankfurt am Main war ein kurzfristig von Juni bis Oktober 1945 bestehender Regierungsbezirk in der Amerikanischen Besatzungszone auf dem Gebiet des späteren Landes Hessen.

## Geschichte
Am 22. Juni 1945 wurden mit dem 3. EAC-Zonenprotokoll die Grenzen der Besatzungszonen in Deutschland endgültig festgelegt. Die US-Besatzungsmacht teilte das von ihr verwaltete Gebiet in zwei Militärdistrikte: einen östlichen, der aus Bayern (ohne die Pfalz) bestand, und einen westlichen, der das restliche Gebiet umfasste, also das spätere Groß-Hessen sowie Württemberg-Baden. Die interne Gliederung des westlichen Militärdistrikts blieb zwischen den verschiedenen Dienststellen der US-Army umstritten. Schon am 28. Mai hatte der Darmstädter Verwaltungsleiter Ludwig Bergsträsser, später unterstützt von dem Frankfurter Gewerkschaftsfunktionär Willi Richter, dem Hanauer Bürgermeister Kurt Blaum und Frankfurter Kommunalpolitiker, der Militärregierung vorgeschlagen, das Rhein-Main-Gebiet zu einer neuen Provinz unter Einbeziehung des Raumes Aschaffenburg zusammenzuschließen. Demgegenüber stand der Wunsch des Hauptquartiers der US-Streitkräfte in Europa, für seinen damaligen Dienstsitz Frankfurt am Main einen Sonderstatus in Anlehnung an den District of Columbia zu erhalten. Mit einer Direktive vom 3. Juni 1945 ordnete die Militärregierung die Bildung eines Regierungsbezirkes Frankfurt an, der aus der allgemeinen Militärverwaltung herausgelöst und unmittelbar dem Hauptquartier unterstellt werden sollte. Der Bezirk sollte neben der Stadt Frankfurt die Kreise und Städte im Umkreis mit einem Radius von etwa 10 Meilen umfassen. Diese Gebiete hatten bisher teilweise zur Provinz Nassau, teilweise zum Volksstaat Hessen gehört.
Am 13. Juni 1945 legte der amerikanische Kreiskommandant den in Höchst versammelten Landräten eine Karte des vorgesehenen Distriktes Frankfurt vor. Am 14. Juni 1945 ordnete der stellvertretende Frankfurter Stadtkommandant, Major Sheehan, an, „daß alle Geschäfte des Regierungspräsidenten in Wiesbaden, soweit sie im Gebiet der Stadt Frankfurt am Main liegen, bis zur endgültigen Gebietsregelung von Herrn Bürgermeister Hollbach wahrgenommen werden.“ Ebenso wurden die übrigen betroffenen ehemaligen Landes- und Reichsbehörden angewiesen. Mit den deutschen Zivilbehörden sowie den nachgeordneten Stellen der amerikanischen Militärregierung war die Bildung des Regierungsbezirks Frankfurt zuvor nicht besprochen worden. Sie stieß daher teilweise auf Unverständnis.
Zur Verwirrung trug ferner eine Entscheidung des stellvertretenden amerikanische Generalgouverneurs Lucius D. Clay vom 24. Juni 1945 bei, im westlichen Militärbezirk drei Länder zu bilden, nämlich Württemberg-Baden, Hessen-Nassau mit den drei Regierungsbezirken Kassel, Wiesbaden und Frankfurt sowie Hessen aus dem Regierungsbezirk Darmstadt. Clays Ziel war, die historischen Grenzen der früheren Territorien zu respektieren, was jedoch infolge der bereits getroffenen Entscheidungen nicht mehr realistisch war. So hatten Hessen und Nassau bereits wesentliche Gebiete verloren, da die westlichen nassauischen Landkreise Oberwesterwald, St. Goarshausen, Unterlahn und Unterwesterwald sowie die linksrheinischen Gebiete Rheinhessens der französischen Besatzungszone zugeschlagen worden waren. Die Bildung des Regierungsbezirkes Frankfurt führte zu weiteren Gebietsverschiebungen zwischen Hessen und Hessen-Nassau. Der verbleibende Volksstaat Hessen hatte nur noch 730.000 von ehemals 1,45 Millionen Einwohnern, nahezu alle seine städtischen Gebiete (außer dem schwer zerstörten Darmstadt) und die meiste Industrie verloren. Er galt in diesem Zuschnitt als nicht lebensfähig.
Nachdem die US-Militärverwaltung das erkannt hatte, erwog sie, wie eine sinnvolle Gliederung aussehen könnte und befragte dazu auch deutsche Behörden. Eine überwiegende Mehrheit sprach sich für einen hessischen Einheitsstaat aus. Am 19. September 1945 erfolgte deshalb die endgültige Verwaltungsneugliederung des hessischen Raums mit der Proklamation Nr. 2 des Oberbefehlshabers der amerikanischen Streitkräfte in Europa, General Dwight D. Eisenhower, mit der das Land Groß-Hessen geschaffen wurde. Dieses bestand aus dem Regierungsbezirk Kassel (der früheren Provinz Kurhessen), dem Regierungsbezirk Darmstadt (dem zur amerikanischen Zone gehörenden Teil des Volksstaates Hessen) sowie dem Regierungsbezirk Wiesbaden (dem zur amerikanischen Zone gehörenden Teil der Provinz Nassau). Im Zuge dieser Entscheidung wurde auch die Bildung des Regierungsbezirkes Frankfurt rückgängig gemacht. Nach einem Vermerk in den Frankfurter Magistratsakten hat „die Ausgliederung und Eingliederung der Stadt Frankfurt am Main“ aus dem Regierungsbezirk Wiesbaden „vom 14. Juni 1945 bis 8. Oktober 1945“ stattgefunden.

## Territorium
Der Regierungsbezirk Frankfurt bestand aus folgenden Verwaltungseinheiten
| Stadt / Kreis              | Einwohner (1939) | Ausgegliedert aus          |
| -------------------------- | ---------------- | -------------------------- |
| Stadtkreis Frankfurt       | 553.464          | Regierungsbezirk Wiesbaden |
| Stadtkreis Hanau           | 40.260           | Regierungsbezirk Wiesbaden |
| Landkreis Hanau            | 60.153           | Regierungsbezirk Wiesbaden |
| Main-Taunus-Kreis          | 71.235           | Regierungsbezirk Wiesbaden |
| Obertaunuskreis            | 53.021           | Regierungsbezirk Wiesbaden |
| Landkreis Friedberg        | 95.071           | Provinz Oberhessen         |
| Stadtkreis Offenbach       | 104.427          | Provinz Starkenburg        |
| Landkreis Offenbach        | 95.071           | Provinz Starkenburg        |
| Regierungsbezirk Frankfurt | 1.027.702        | Hessen-Nassau / Hessen     |